# Fredhällsparken
| Fredhällsparkens plaskdamm. |  | Fredhällsparkens klippor. |
| Fredhällsparkens plaskdamm. |  | Fredhällsparkens klippor. |

Fredhällsparken är en park i stadsdelen Fredhäll, på västra Kungsholmen i centrala Stockholm. Huvuddelen av parken ligger norr om Fredhälls bebyggelse i linje med Adlerbethsgatan, och nedanför Drottningholmsvägen. Även klippbranten i söder ner mot Essingesundet räknas till parken samt de grönområden som finns mellan husen i kvarteret Träslottet. Från Fredhällsparken går österut en gångväg under Essingeleden mot Rålambshovsparken. Anläggningsarbetena för parken igångsattes i början av 1930-talet och det tog över 30 år att fullborda den.

## Historik

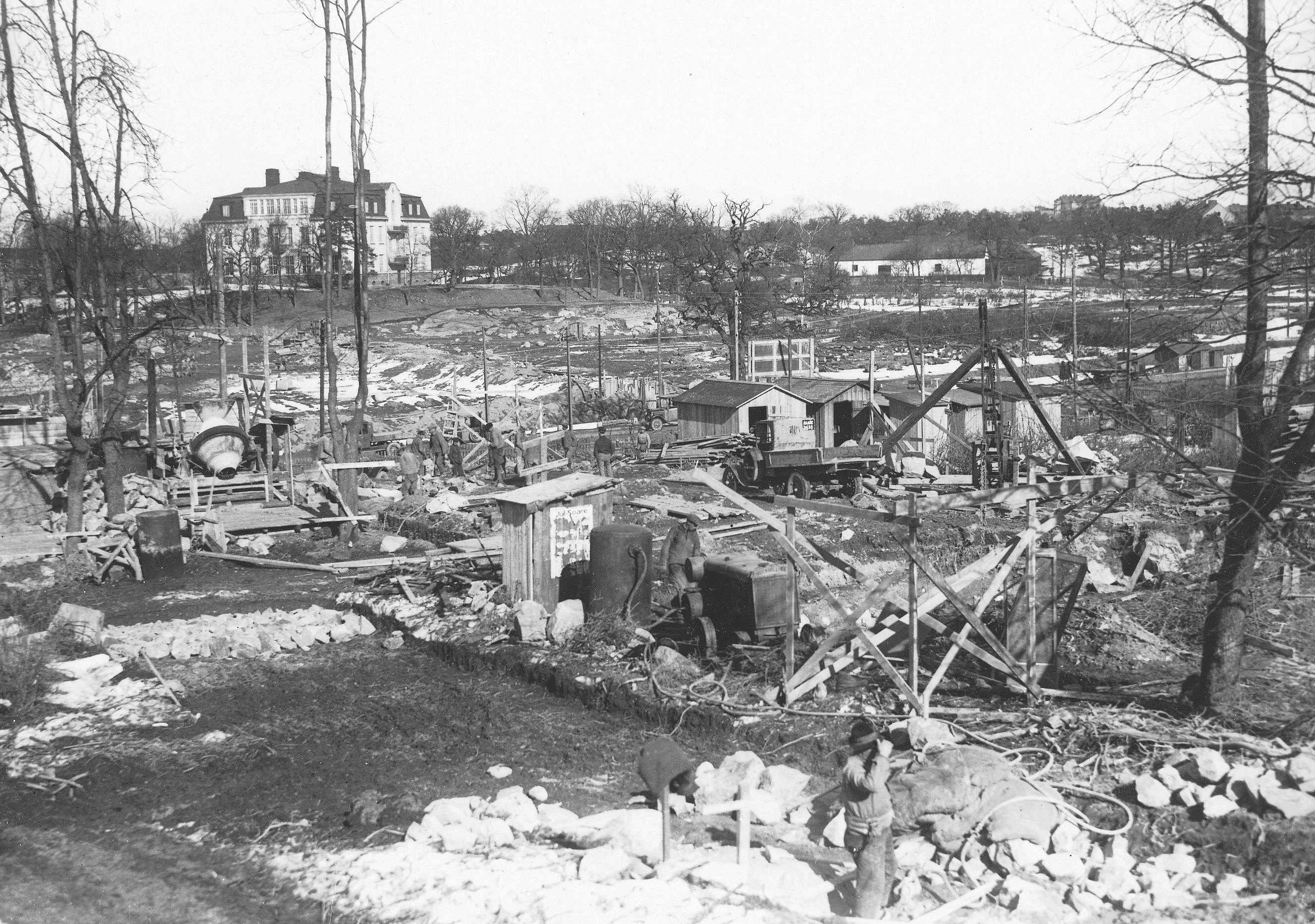
Anläggningsarbeten i parken vid Nordenflychtsvägen, 1937–1938.

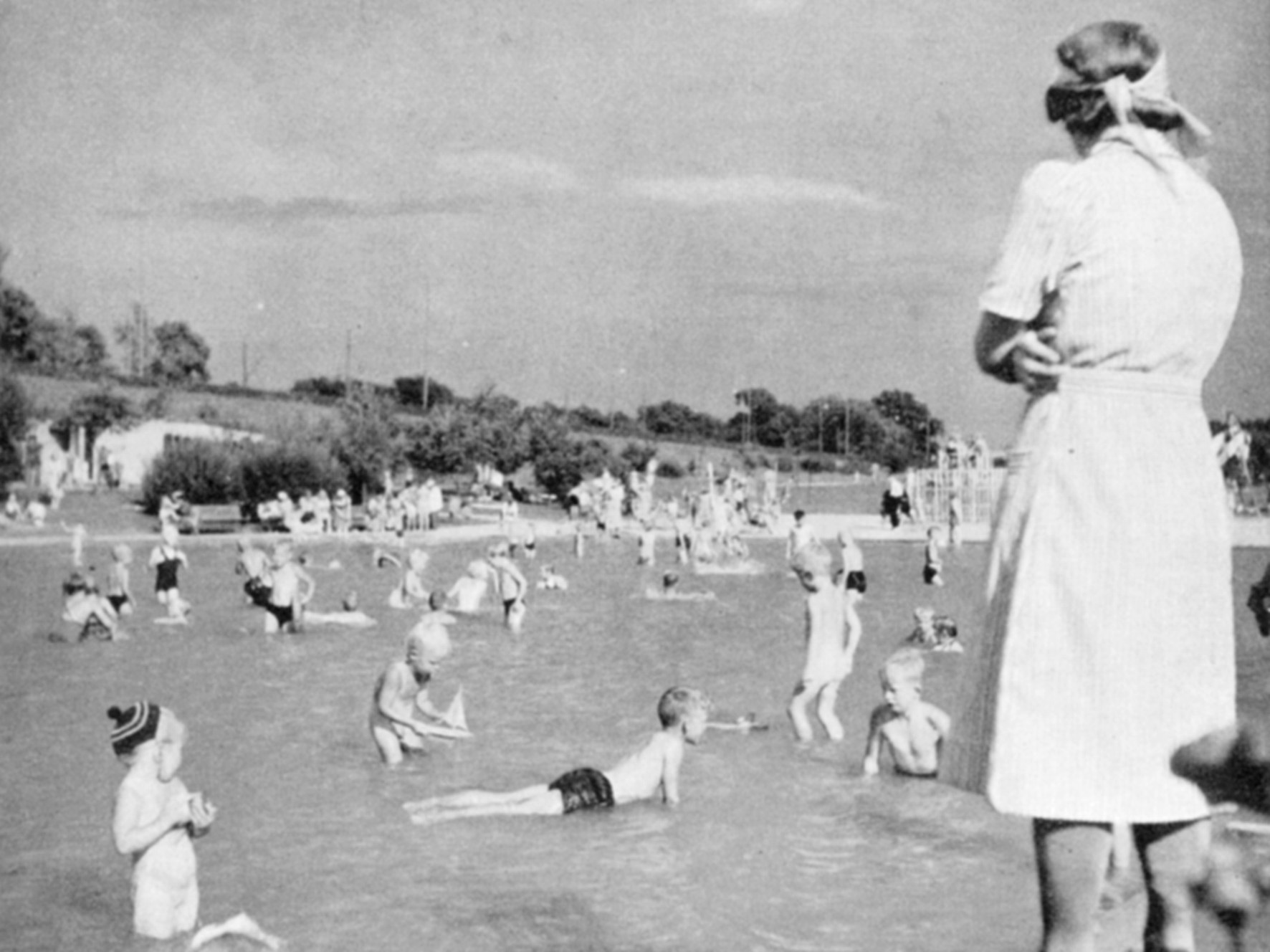
Fredhällsparkens plaskdamm 1935.

### Bakgrund
Ett tidigare namn var Mälarparken på grund av sitt läge och omfattade då även nuvarande Kristinebergsparken. Namnändringen motiverades av att det rörde sig om två parkområden, delade av Drottningholmsvägen. Fredhällsparken började anläggas 1932 och fick samtidigt sitt namn. Stadsträdgårdsmästaren Osvald Almqvist stod bakom parkens formgivning som blev en del av Stockholms första sammanhängande parkstråk vilken sträcker sig från Norr Mälarstrands strandpromenad via Rålambshovsparken till Tranebergsbron.

### Parken växer fram
Vid anläggandet bevarades många av de stora lövträd som fanns på platsen sedan tidigare då den varit åkermark under Kristinebergs slotts ägor och senare varit en del av Fredhälls trädgårdskoloni. Då bostadsområdena Fredhäll och angränsande Kristineberg var planerade för många barnfamiljer, präglade detta även parkens utformning, med stora gröna lekytor, gungor, tennisplan och plaskdamm. 
År 1935 hade man tagit bort den gamla vägbanken efter Drottningholmsvägen och arbetena med plaskdammen avslutades 1937. I området mellan Nordenflychtsvägen och Viktor Rydbergs gata utfördes omfattande schaktnings- och sprängningsarbeten och 1939 kunde denna del av parken besås. I dalgången ned mot Essingefjärden anlade man 1940 en bäckravin som är en rekonstruktion av ett mindre vattendrag som avvattnade Kristinebergs dammar och vattenspel. Även plaskdammen har sin föregångare i en liten sjö som syns fortfarande på en karta från 1805. Där bäckravinen korsas av Nordenflychtsvägen uppfördes en av 1700-talet inspirerat stenvalvsbro. 
Strax före och under andra världskriget anlades gångstigar i det branta bergspartiet ner mot Mariebergssundet och Essingesundet. Här har Fredhällsparken en nästan alpin karaktär med klippväggar som stupar omkring 20 meter rakt ner till vattnet. Platsen bjuder på en vidsträckt utsikt över Östra Mälaren och är omtyckt av solbadare sommartid. 1940 tillkom även bänkar i detta område. Ännu 1949-1950 pågick murarbeten samt plantering av träd och buskar. 1966 iordningställdes grönområdena i anslutning till Essingeleden. När Fredhällsparken var färdigställd omfattade den en areal om 140 000 m² gräsytor och en plaskdamm om 1 240 m². Nytt för parken var även att gräsmattan fick beträdas av barn och vuxna.

### Konst i parken
Bronsskulpturen Kjolen av Anita Brusewitz-Hansson står bredvid dammen, medan skulpturen Insektsfåglar av Ulf Sucksdorff står på en klipphäll en bit österut.

## Bilder

Fredhällsparkens norra, flacka del.
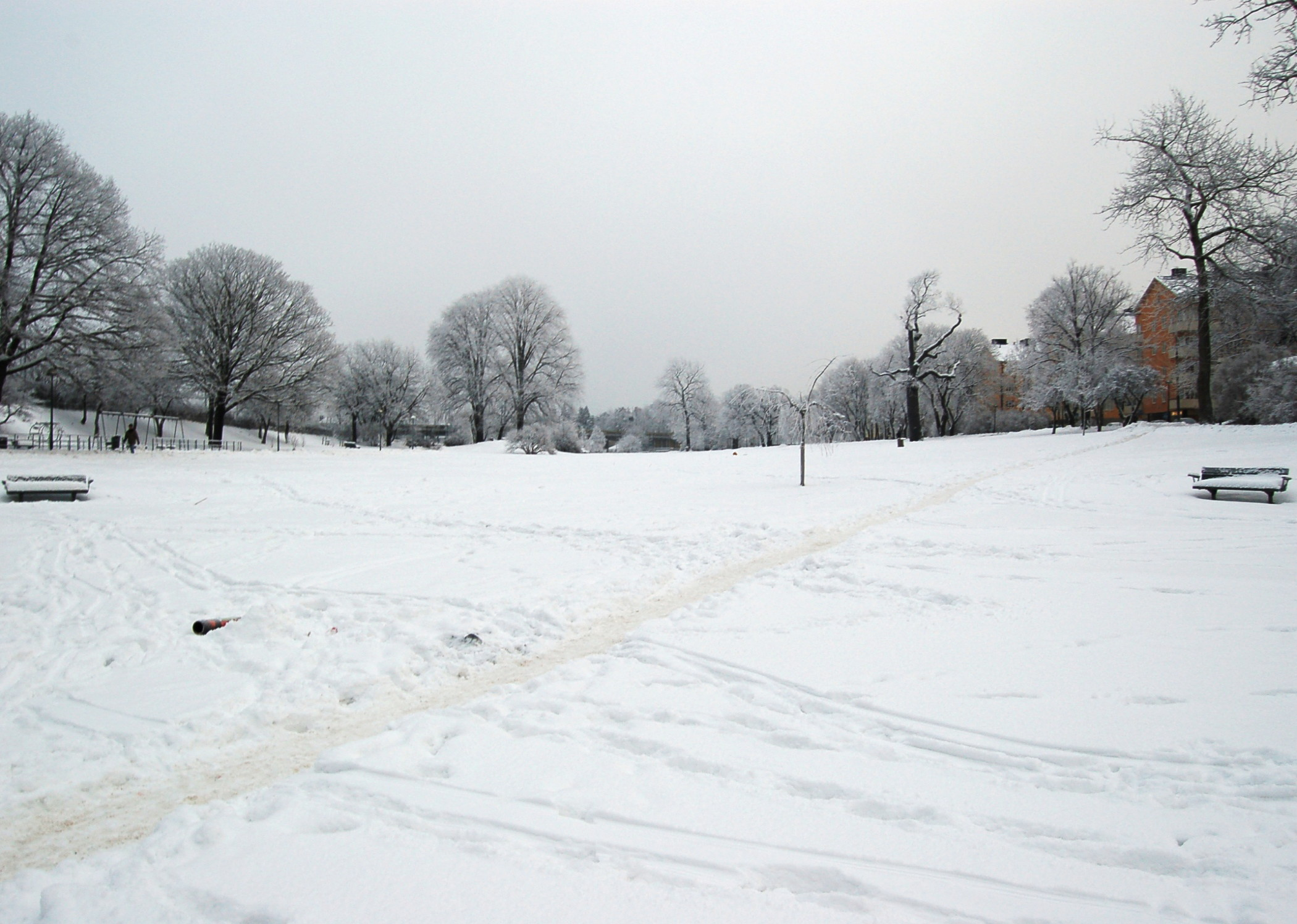
Fredhällsparken i vinterskrud.
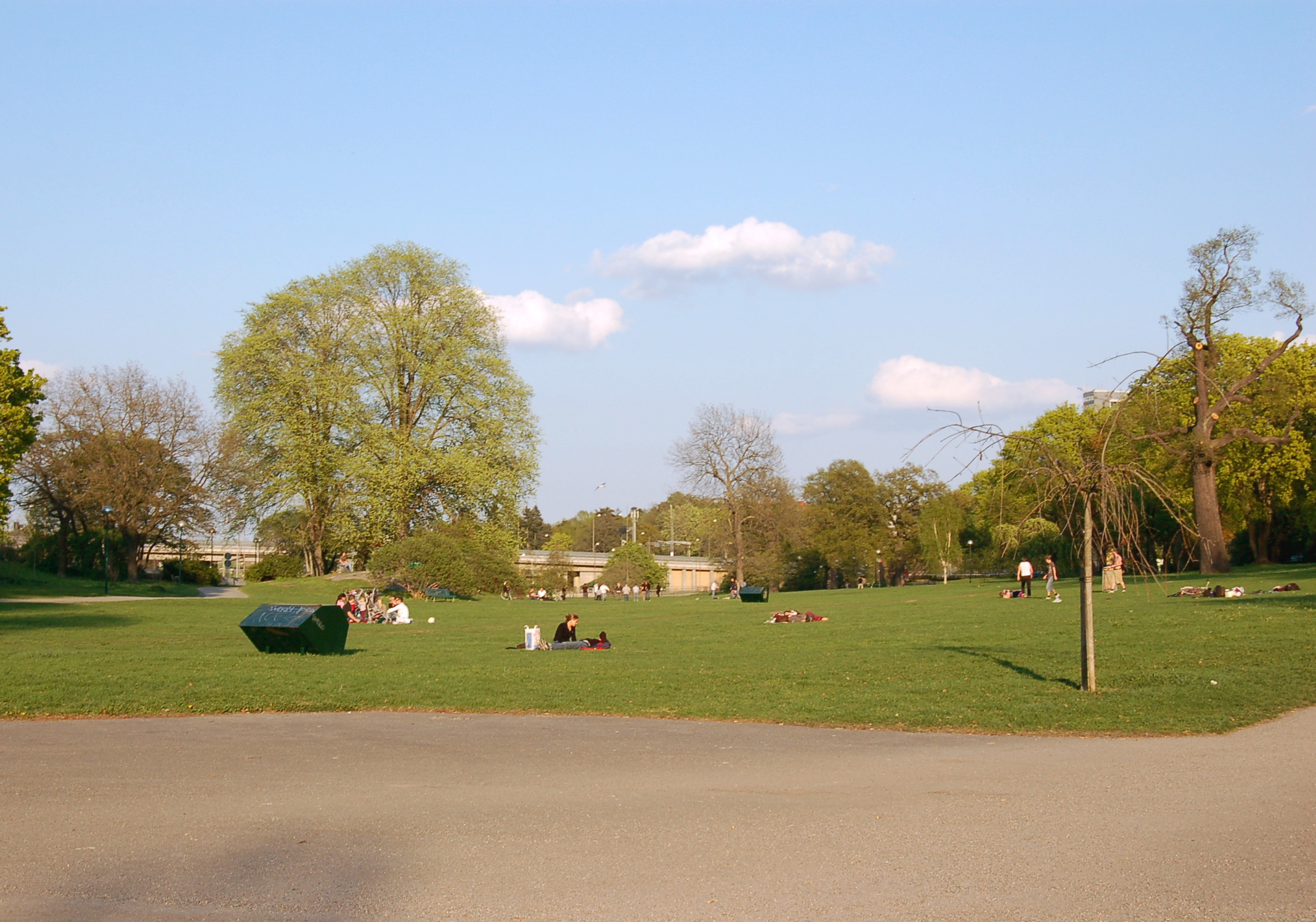
Fredhällsparken våren 2006, vy österut.
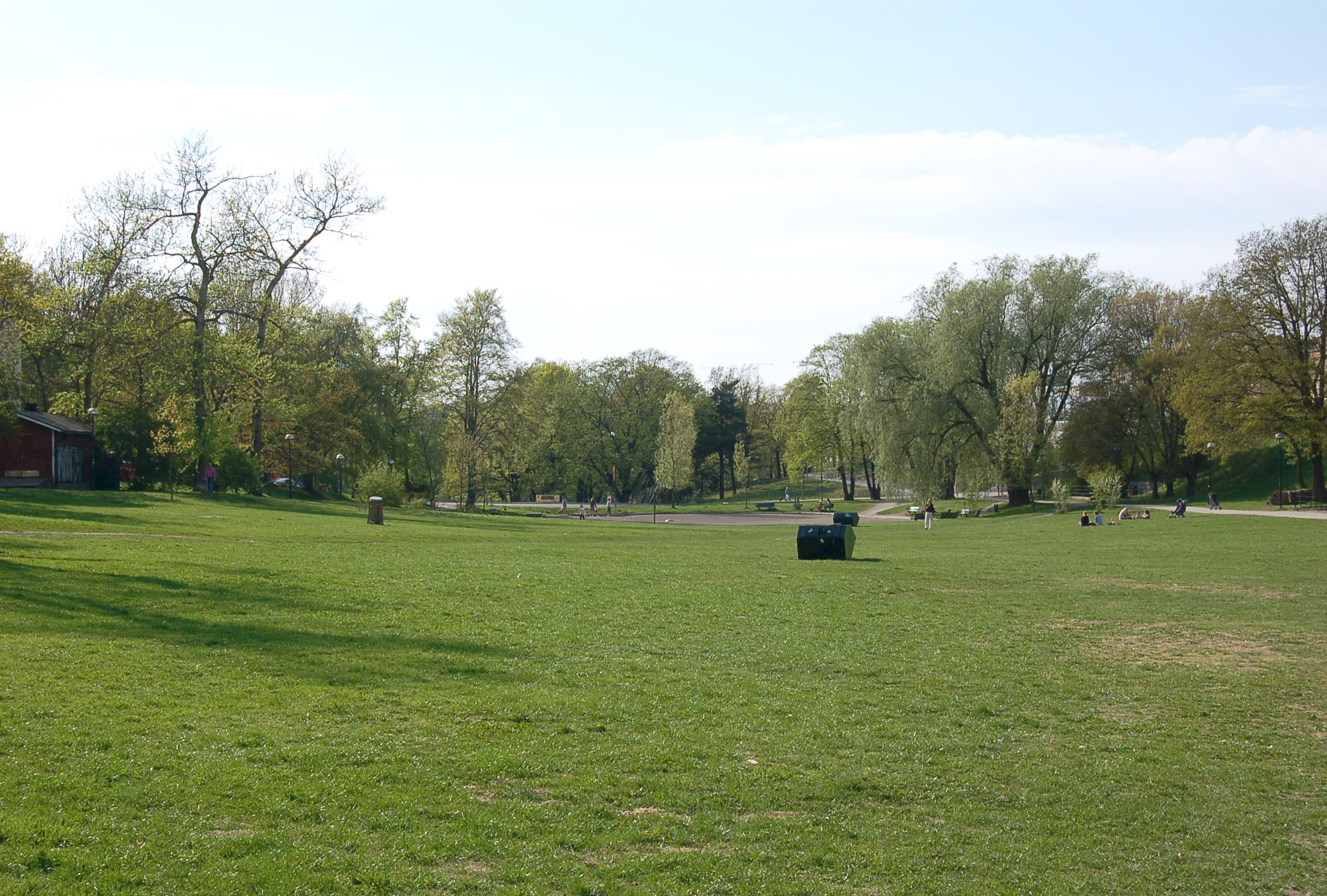
Fredhällsparken våren 2006, vy västerut.
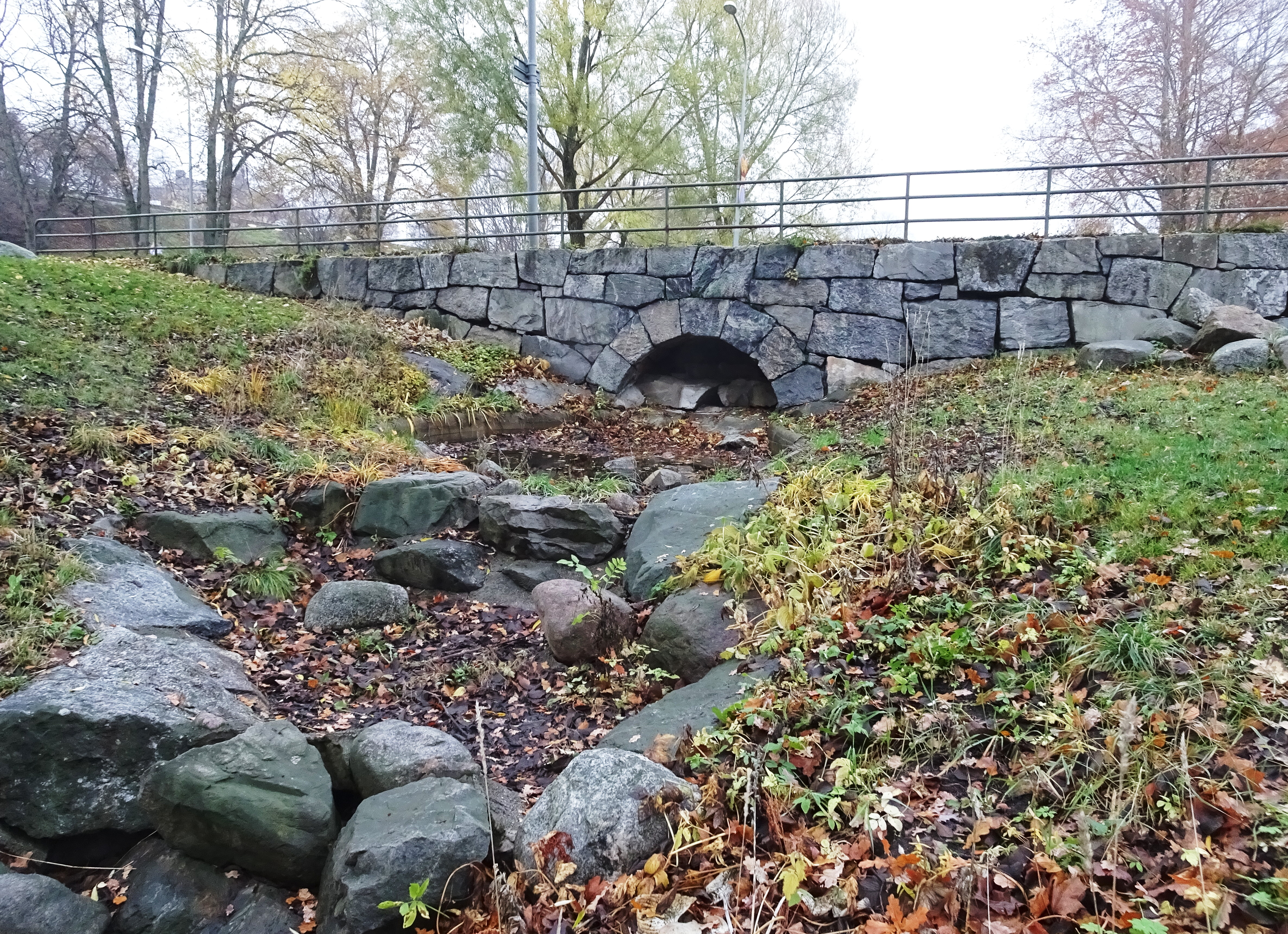
Bäckravinen och stenvalvsbron på hösten.
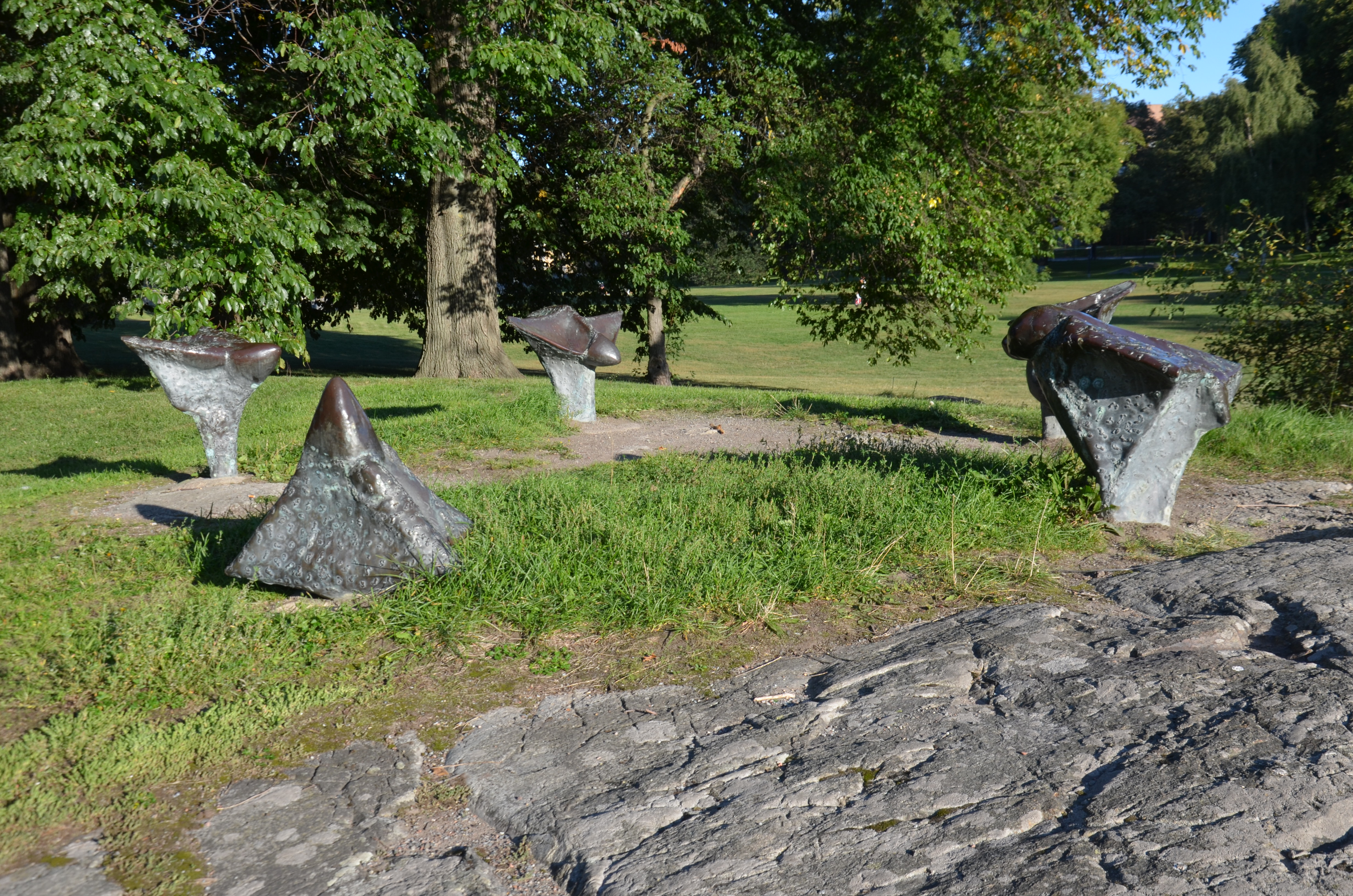
Ulf Sucksdorffs Insektsfåglar.

Fredhällsparkens södra, klippiga del.
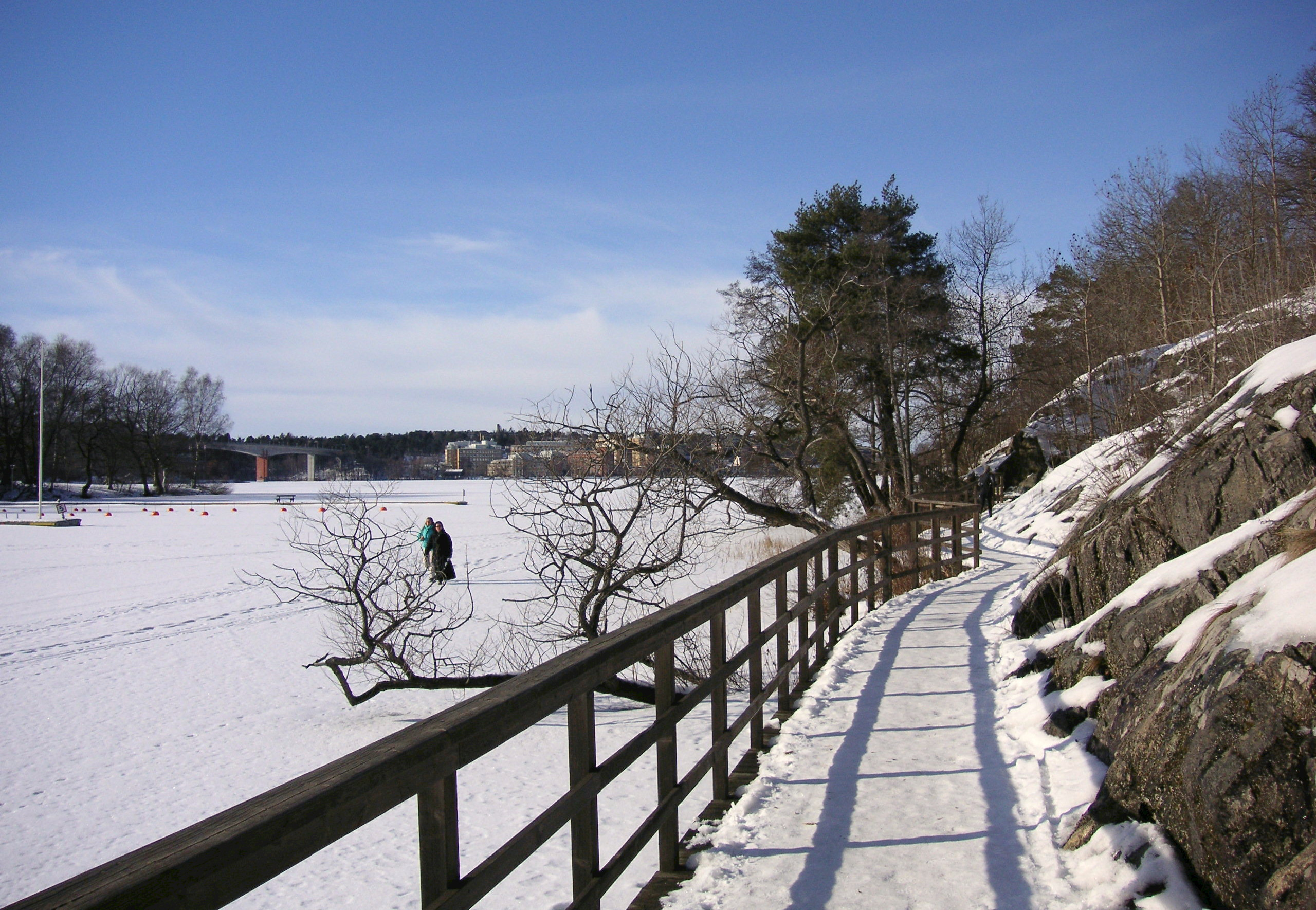
Vinter.
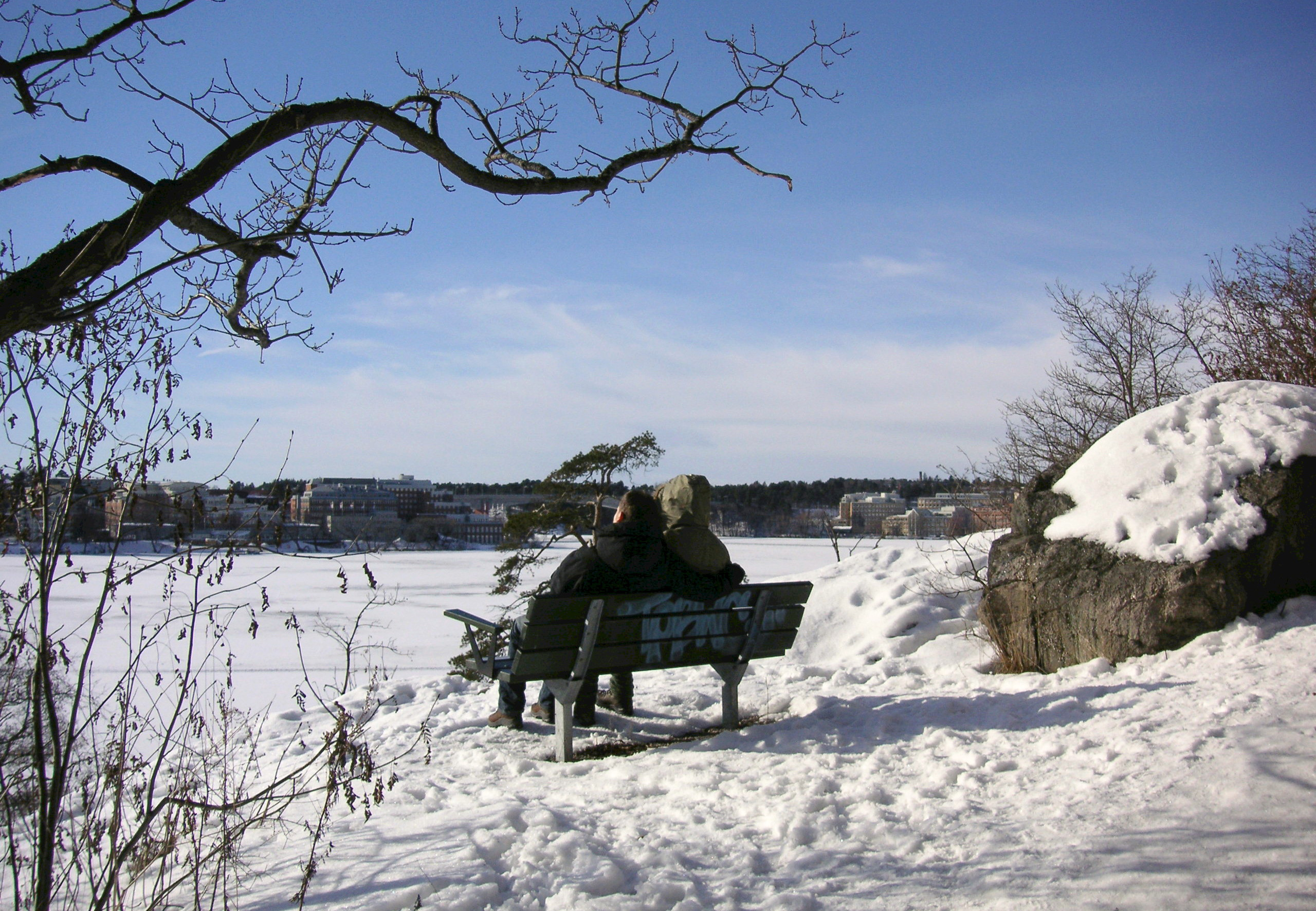
Vinter.
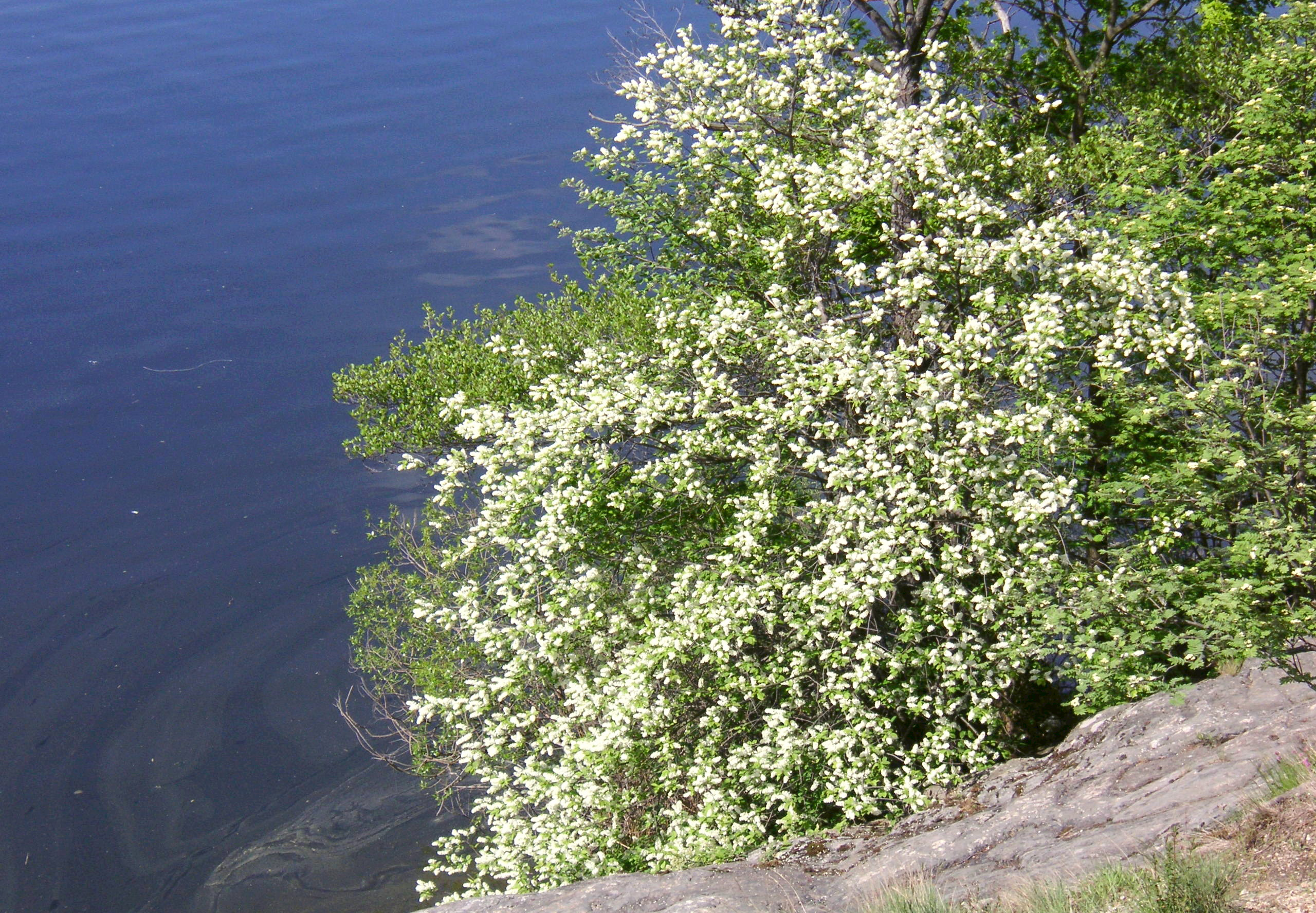
Vår.
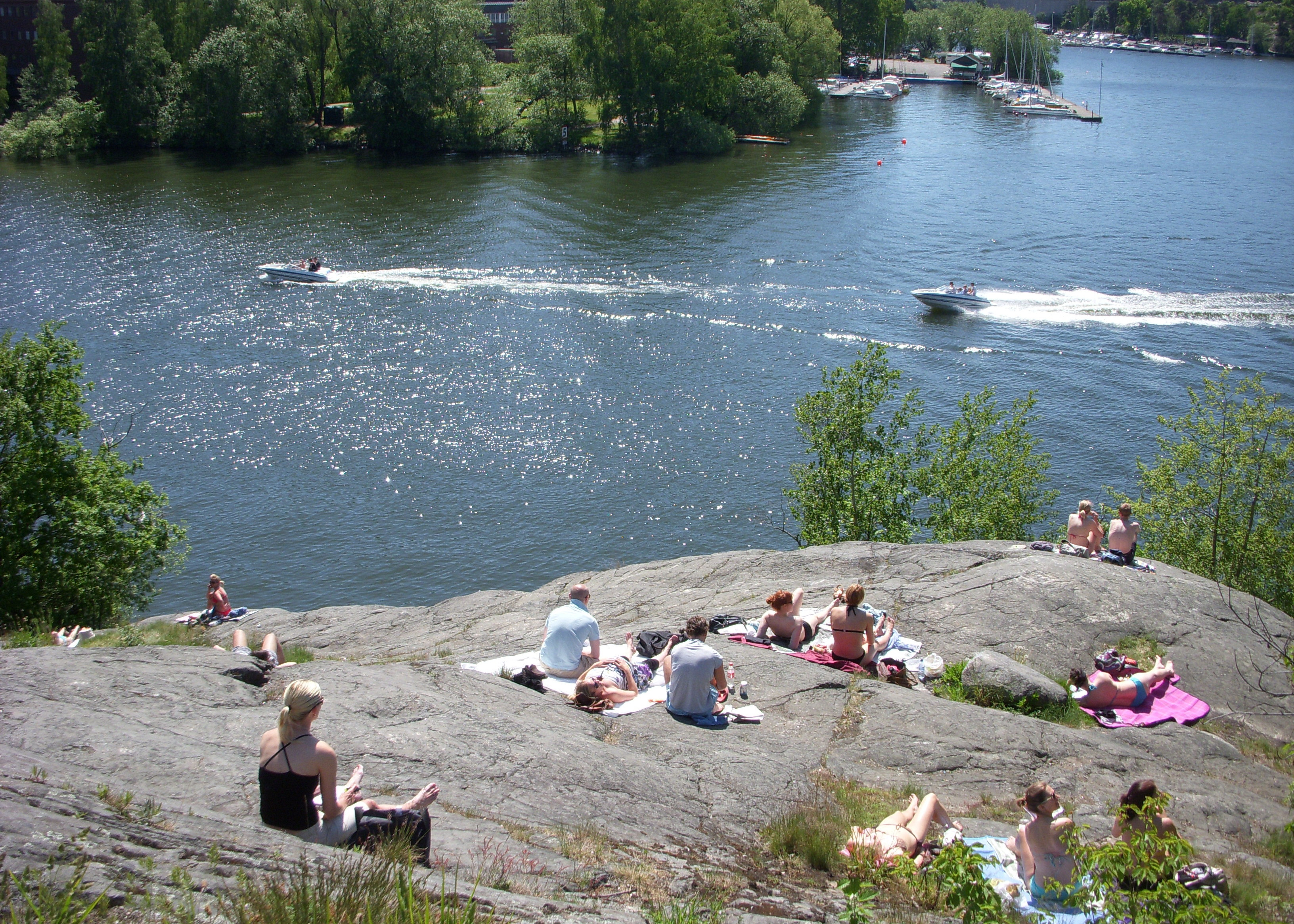
Sommar.
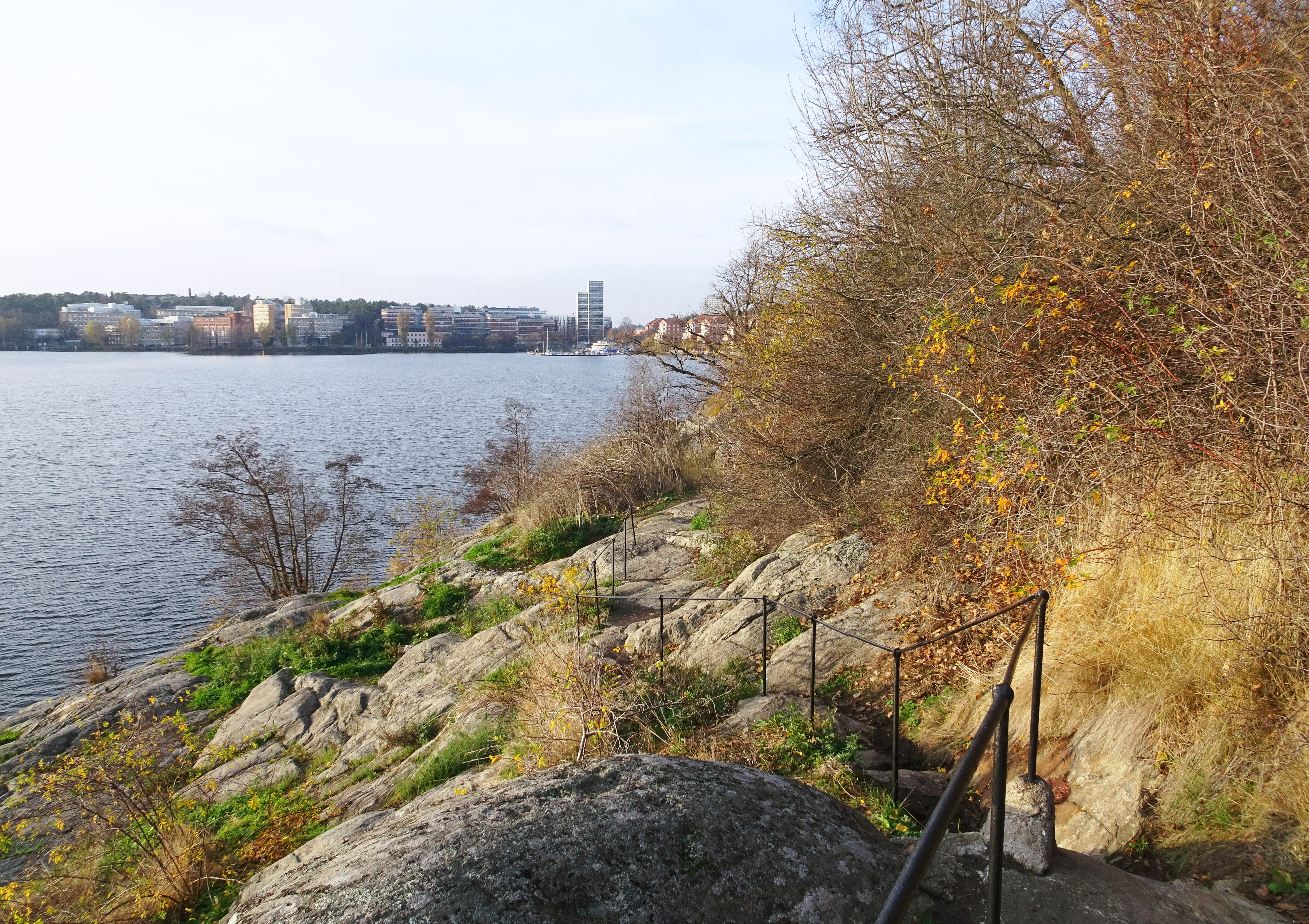
Höst.